# Eguer ‘Aleïta
Eguer ‘Aleïta är ett berg i Djibouti. Det ligger i den centrala delen av landet, 60 km väster om huvudstaden Djibouti. Toppen på Eguer ‘Aleïta är 1 739 meter över havet.
Terrängen runt Eguer ‘Aleïta är huvudsakligen kuperad, men österut är den bergig. Runt Eguer ‘Aleïta är det mycket glesbefolkat, med 7 invånare per kvadratkilometer. Omgivningarna runt Eguer ‘Aleïta är i huvudsak ett öppet busklandskap.